# Henry Fouquier
Pour les articles homonymes, voir Fouquier.
Jacques François Henry Fouquier, né le 1er septembre 1838 à Marseille et mort le 25 décembre 1901 à Neuilly-sur-Seine, est un journaliste, écrivain, dramaturge et homme politique français.

## Biographie

### Débuts
Fils de Jacques Joseph Marcel Fouquier, notaire à Marseille, et de Claire Desonnaz, Henry Fouquier suit une scolarité au lycée Thiers puis fait des études de médecine et de droit mais sans obtenir de diplômes. Il voyage pendant plusieurs années en Espagne et en Italie, où il étudie l’histoire de l’art italien avant de s’installer en Suisse, où il donne un cours à l’Institut de Genève sur la peinture italienne.

### Journalisme et politique
Attiré par le journalisme, il ne tarde pas à venir se fixer à Paris et bientôt après, collabore à plusieurs journaux parisiens, tels que le Courrier du Dimanche, la Presse, notamment, et même à des journaux de province, Le Progrès du Nord, le Phare de la Loire. À la fin de sa vie, il participe à Le Théâtre fondé en 1898.

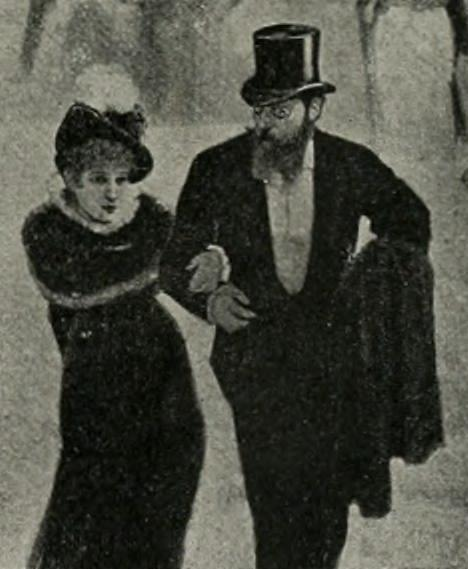
Sarah Bernhardt et Henry Fouquier d'après Charles Castellani, 1889.

En 1867, il fait partie de l’expédition des Mille avec Garibaldi pour l’Indépendance Italienne. À son retour, il écrit dans le Siècle, le Nain jaune, le Charivari et fait la chronique politique de la Revue germanique et la chronique d’art du Journal de Paris.
À la suite de la révolution du 4 septembre 1870 et de la proclamation de la République, il est envoyé à Marseille avec une mission du gouvernement et y fonde le journal La Vraie République, dont il ne cesse de s’occuper que le jour où il est nommé secrétaire général du département des Bouches-du-Rhône. Il remplit deux fois les fonctions de préfet par intérim durant les événements de la Commune, avant d’être être mis en disponibilité. Un peu plus tard, il est nommé censeur de la presse au ministère de l’Intérieur, poste qu’il occupe jusqu’au 24 mai 1873.
Rentrant alors dans le journalisme, il écrit dans le Bien public, le Courrier de France et dans l’Événement, sous les pseudonymes de « Philinte », « Nestor », « Colomba » ou de « Spectator ». À diverses époques, il donne de nombreux articles au Figaro, et notamment après la mort d’Albert Wolff, il y rédige la critique dramatique. En 1873, il crée, avec Andrieux, le Petit Parisien, dont il abandonne la publication pour écrire pour le XIXe siècle.

Il collabore encore, sous le pseudonyme de « Colombine » (le reprenant d'Arthur de Boissieu), au Gil Blas, où ses contributions sont l’occasion d’un procès intéressant : lors de son départ du journal, l’éditeur déclare que le nom de plume est la propriété de la publication et non de celle Fouquier. Les juges se prononcent finalement en faveur de l’éditeur.

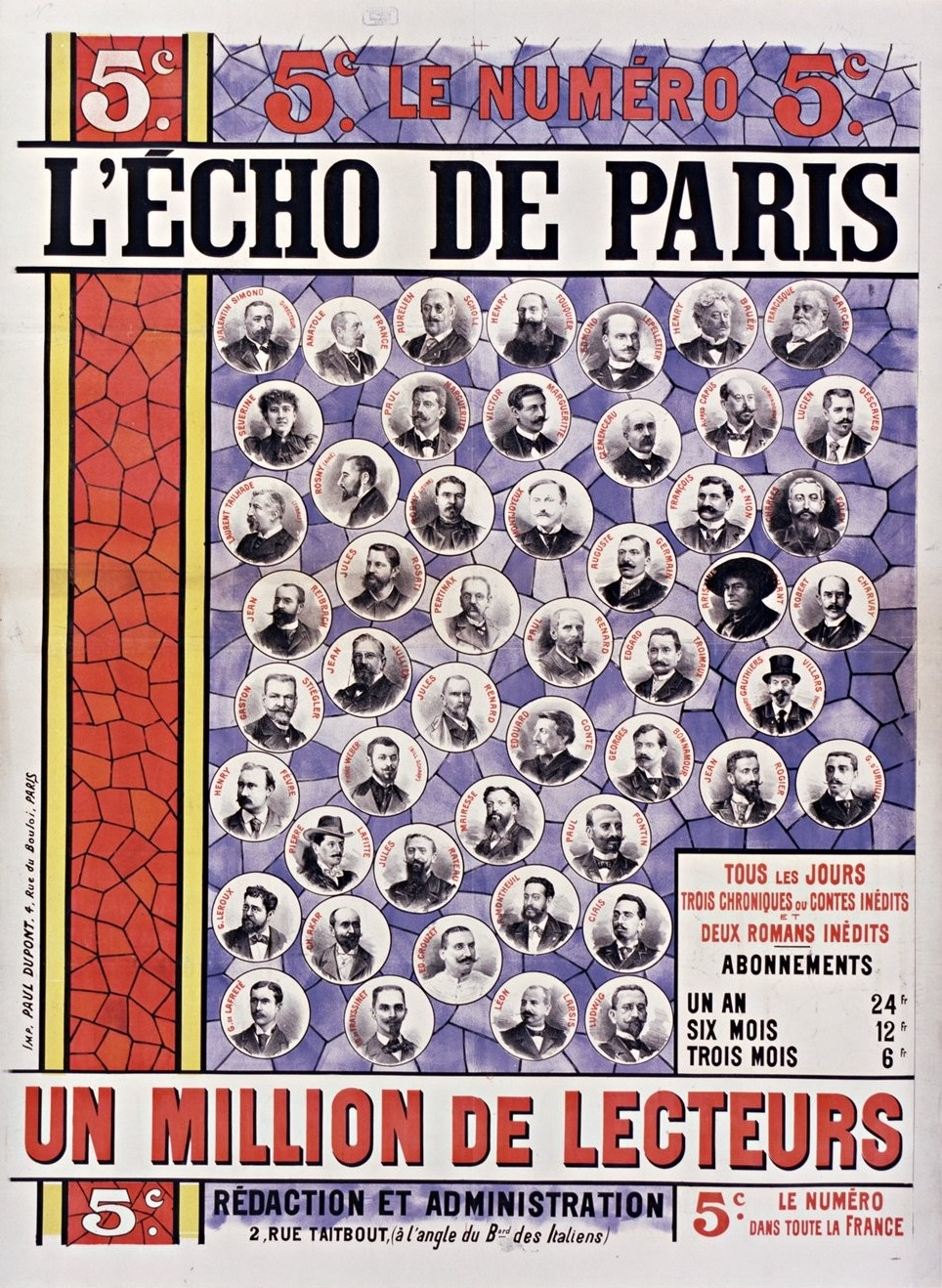
Affiche pour le journal « L’Écho de Paris »

On le retrouve aussi parmi les collaborateurs notables du quotidien « L'Écho de Paris », en 1890 où son portrait figure à l'affiche.
Ambitionnant les succès politiques, Fouquier parvient à se faire élire député des Basses-Alpes en 1889, mais l’insuccès qu’il rencontre à la Chambre l’empêche de se présenter de nouveau.
En 1893, il est deux fois candidat à l'Académie française où il remporte en 1901, le prix Bordin doté de 1 000 Frs pour son ouvrage Philosophie parisienne.
Journaliste actif et fécond, dont les chroniques sont fort goûtées. Fouquier a laissé sur des sujets artistiques et littéraires, plusieurs ouvrages qui ne semblent pas avoir été fort appréciés, par exemple Études artistiques, Lettres sur le Salon de 1859, les Artistes marseillais au Salon de 1859, l’Œuvre d’Ary Scheffer, Vélasquez au Musée de Madrid (Marseille, 1859, gr. in-8°, l’Art officiel et la Liberté. Salon de 1861 (Paris, 1861, in-12), Au siècle dernier (Bruxelles, 1884, in-12, La Sagesse parisienne (Paris, 1885, in-12), Salon illustré (Paris, 1888. in-4°). Néanmoins, Octave Mirbeau ne l'apprécie pas et le caricature dans « Les Grimaces ».
Fouquier ne réussit pas mieux au théâtre pour lequel il a écrit, entre autres, avec F. Carré : le Roman d’une conspiration, drame en cinq actes et huit tableaux, tiré du livre de Ranc (Paris, 1890, in-12).

### Famille

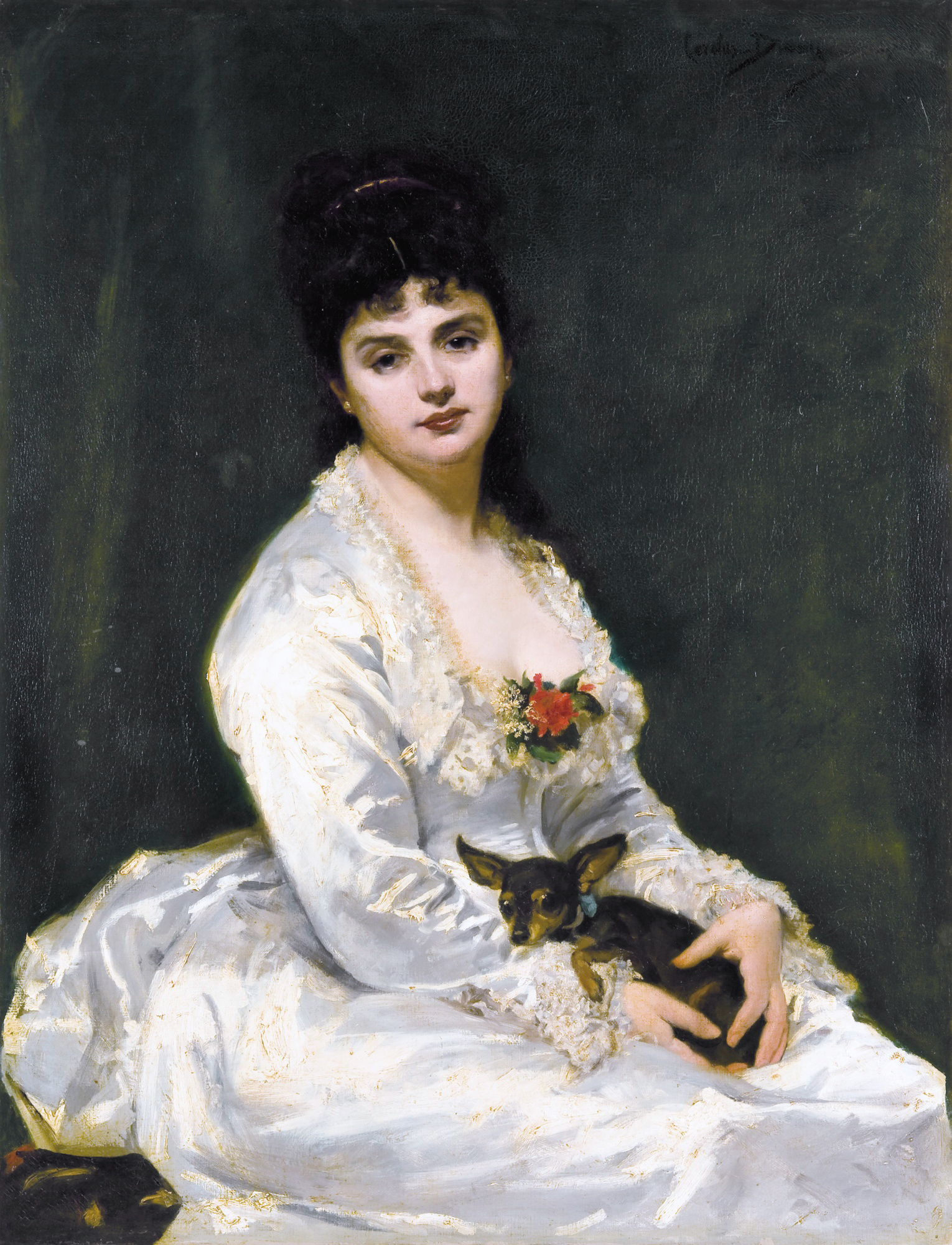
Madame Henry Fouquier
par Carolus-Duran, 1876
Collection privée, Vente 2013

Homme dit « charmant » dans le mouvement parisien, il plaît aux dames. Il épouse en 1876, la veuve d’Ernest Feydeau, Léocadie Boguslawa Zelewska (Varsovie 1838 - 1924 Neuilly-sur-Seine), d'origine juive polonaise, fille de Boguslaw Zelewski et de Louise Rytterband. De ce fait, il devient le beau-père du futur dramaturge à succès Georges Feydeau issu du premier lit de son épouse.
De son mariage, naît Henriette Fouquier, qui épouse Marcel Ballot puis Thierry de Martel.
En 1892, Henry Fouquier se fait construire la villa La Fourmi, boulevard de la Mer (Docteur Jules-Pouget aujourd'hui), dans la station balnéaire naissante de Paris-Plage où vient également séjourner pendant plusieurs années Georges Feydeau.

## Pour approfondir